# ورلته
ورلته (به آلمانی: Werlte) یک شهر در آلمان است که در Werlte واقع شده‌است. ورلته ۹٬۳۴۹ نفر جمعیت دارد.